# Samoa
Samoa (wymowaⓘ, pełna oficjalna nazwa: Niezależne Państwo Samoa) – państwo w Oceanii, obejmujące zachodnią część Wysp Samoa (pozostałe stanowią terytorium Stanów Zjednoczonych jako Samoa Amerykańskie). Do 1997 znane było jako Samoa Zachodnie.

## Historia

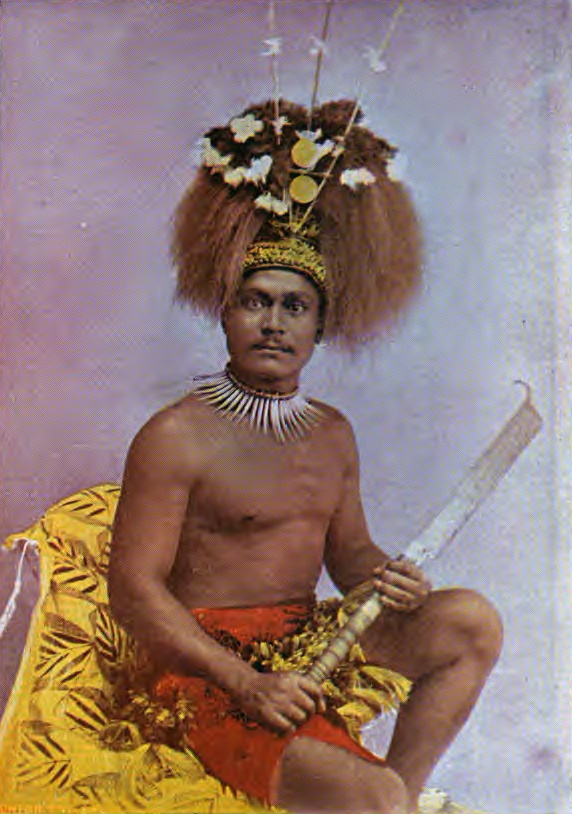
Wojownik z Samoa, 1896

Archipelag Samoa został zasiedlony około 1000 r. p.n.e. przez ludność polinezyjską pochodzącą z wysp Tonga. Europejczycy natrafili na wyspy w roku 1606, kiedy to dotarł do nich Hiszpan P.F. de Quiros, lecz o nich zapomniano, i ponownego ich odkrycia dokonano w 1722. W 1768 r. uczestnicy wyprawy Bougainville’a dokonali kolejnych badań wysp, nadając im nazwę Wyspy Żeglarskie. Od 1838 rozpoczął się napływ kolonistów i kupców europejskich i amerykańskich, którzy osiedlali się wokół miasta Apia na wyspie Upolu. Głównymi zainteresowanymi w kolonizacji archipelagu były Niemcy, Wielka Brytania i Stany Zjednoczone.
W roku 1889 archipelag został podzielony na część zachodnią, dzisiejsze państwo Samoa, którą dostali Niemcy, i część wschodnią, dzisiejsze Samoa Amerykańskie, którą dostały Stany Zjednoczone. Wielka Brytania w zamian za zrzeczenie się roszczeń do archipelagu otrzymała wyspy Tonga, Niue i Wyspy Salomona.
Po I wojnie światowej Samoa Niemieckie przejęła w 1919, jako odszkodowanie wojenne, Wielka Brytania, która następnie odstąpiła to terytorium Nowej Zelandii. Na mocy traktatu wersalskiego z 1919 byłą kolonię niemiecką (zwaną od tej pory Samoa Zachodnim) przekazano Nowej Zelandii jako terytorium mandatowe Ligi Narodów. Po II wojnie światowej, od 1946 Samoa Zachodnie jako terytorium powiernicze ONZ pozostało w administracji Nowej Zelandii. W 1961 odbyło się, nadzorowane przez ONZ, referendum w sprawie ogłoszenia niepodległości kraju, na mocy którego w 1962 Samoa Zachodnie stało się w pełni niepodległym państwem. W 1997 zmieniono nazwę państwa z Samoa Zachodniego na Samoa.
W 2009 roku dokonano zmiany ruchu ulicznego z prawostronnego na lewostronny, aby ułatwić poruszanie się na drogach samochodom importowanym z Australii i Nowej Zelandii. W 2011 nastąpiła zmiana strefy czasowej poprzez pominięcie daty 30 grudnia. W ten sposób Samoa znalazła się po zachodniej stronie linii zmiany daty. Celem zmiany było ułatwienie współpracy z Australią i Nową Zelandią. Zmiana nastąpiła poprzez usunięcie daty 30 grudnia 2011 z kalendarza, po 29 grudnia nastąpił 31 grudnia. Poprzednia zmiana nastąpiła w 1892 w celu dostosowania daty do czasu w Kalifornii; mieszkańcy Samoa przeżywali dwukrotnie datę 4 lipca.

## Ustrój polityczny

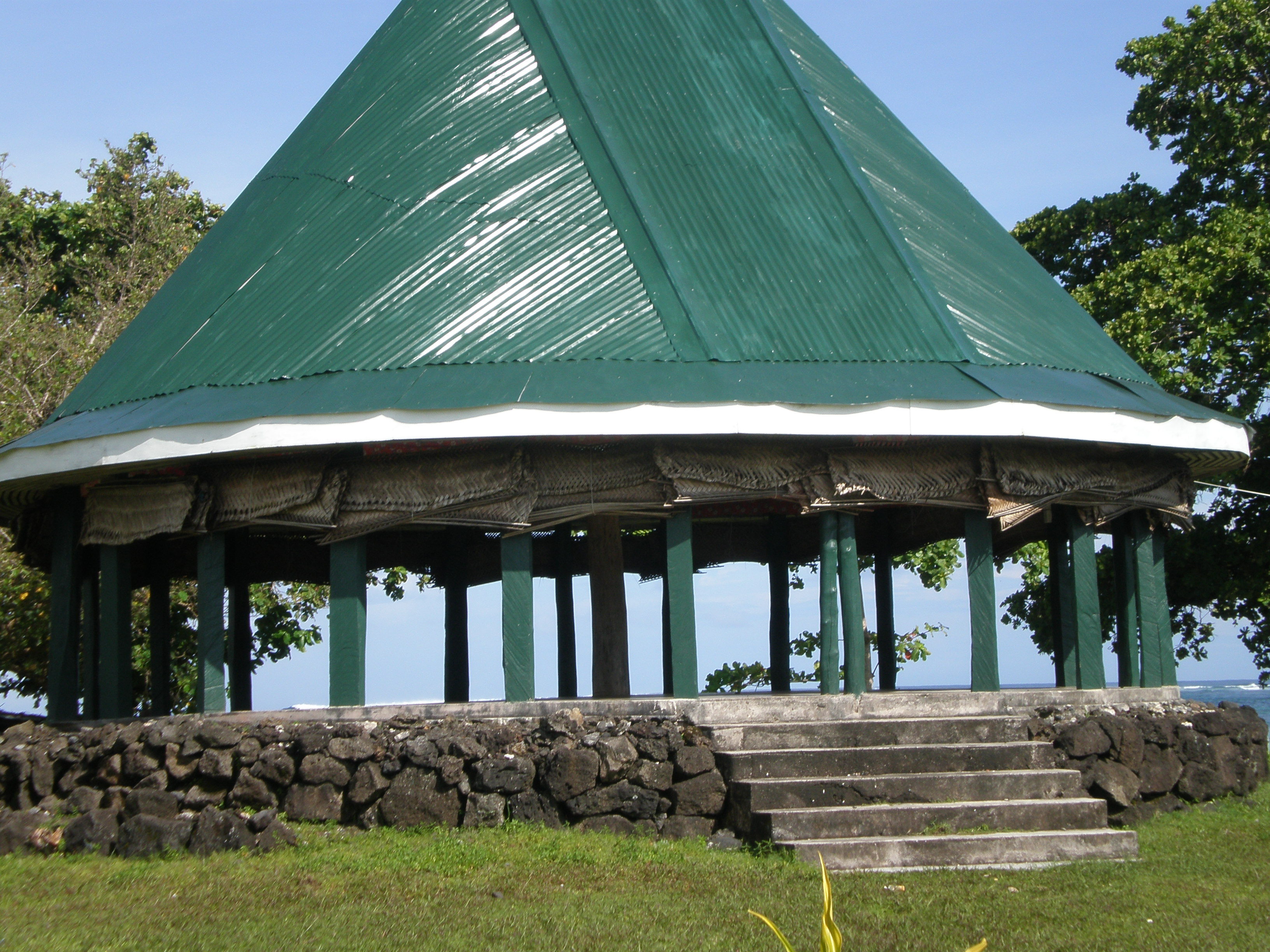
Fale tele, tradycyjny dom spotkań, wyspa Savaiʻi, 2009

Samoa jest republiką parlamentarną, władzę ustawodawczą sprawuje parlament. Władza wykonawcza należy do rządu, a premiera wybiera parlament, który rekomenduje go władcy.
Głową państwa jest o le Ao o le Malo, wybierany przez parlament na pięcioletnią kadencję spośród czterech żyjących wielkich wodzów (tama aiga). Zasada dożywotności pełnienia urzędu obowiązywała tylko do śmierci ostatniego z dwóch pierwszych władców, Malietoa Tanumafili II. Po jego śmierci o le Ao o le Malo de facto stali się odpowiednikami prezydentów. Władca Samoa odgrywa w życiu politycznym kraju rolę symboliczną i nie posiada żadnej faktycznej władzy, choć formalnie zatwierdza ustawy przyjęte przez parlament.

## Podział administracyjny
Samoa dzieli się na 11 dystryktów (itūmālō), z których część składa się z kilku fragmentów leżących na obu głównych wyspach państwa.

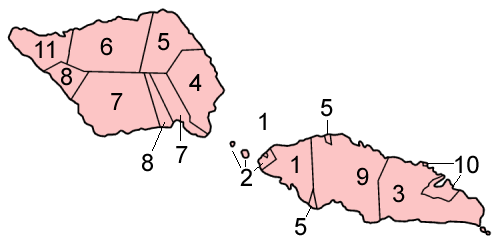
Podział administracyjny Samoa (nr dystryktów takie jak w tabeli)

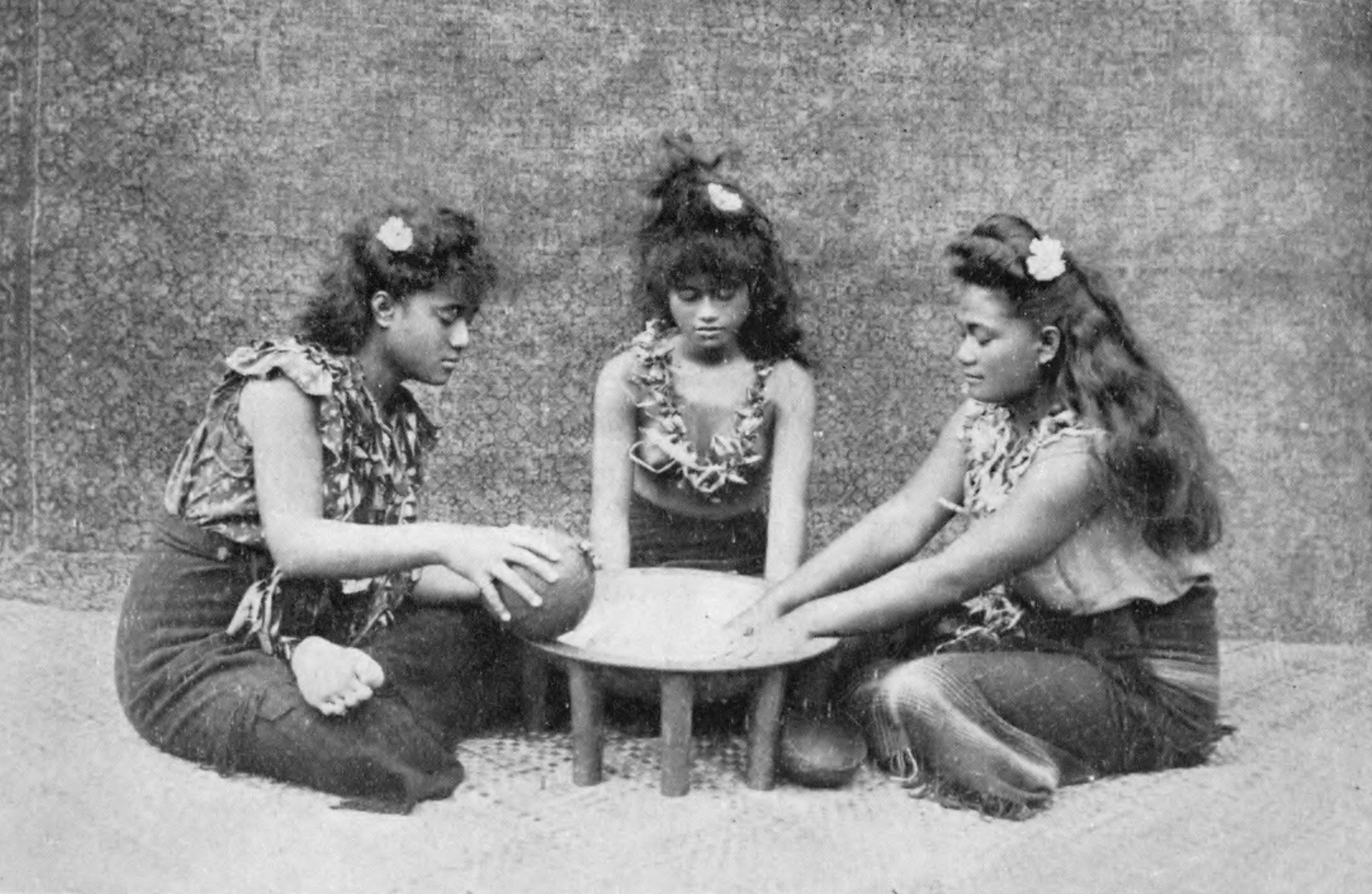
Ava lub Kava, tradycyjne uroczystości, 1909

| Dystrykt          | Liczba ludności (według spisu z 2001) |
| ----------------- | ------------------------------------- |
| 1. Aʻana          | 20 167                                |
| 2. Aiga-i-le-Tai  | 4 508                                 |
| 3. Atua           | 21 168                                |
| 4. Faʻasaleleaga  | 12 949                                |
| 5. Gagaʻemauga    | 7 108                                 |
| 6. Gagaʻifomauga  | 4 770                                 |
| 7. Palauli        | 8 984                                 |
| 8. Satupaʻitea    | 5 556                                 |
| 9. Tuamasaga      | 83 191                                |
| 10. Vaʻa-o-Fonoti | 1 666                                 |
| 11. Vaisigano     | 6 643                                 |

## Geografia
Samoa leży w południowej części Oceanu Spokojnego, w centralnej Oceanii i rozciąga się na długość ponad 600 km. Od północy graniczy z Tokelau, od zachodu z Tuvalu oraz Wallis i Futuną, od południa z Tonga, a od wschodu z Samoa Amerykańskim. W skład państwa Samoa wchodzi 9 zachodnich wysp archipelagu Samoa, z których cztery są zamieszkane: Savaiʻi (1715 km²), Upolu (1113 km²), Apolima i Manono. Niezamieszkane wyspy to: Fakuatapu, Namuʻa, Nuʻutele i Nuʻulua (tworzące wyspy Aleipata) oraz Nuʻusafeʻe. Duże wyspy są pochodzenia wulkanicznego, mniejsze zaś koralowego, a najwyższym wzniesieniem jest góra Silisili (1858 m n.p.m.) leżąca na wyspie Savaiʻi. Niemal wszystkie wyspy otoczone są barierą raf koralowych.
Na wyspach panuje klimat równikowy – gorący i wilgotny, o niskich wahaniach temperatur nieprzekraczających średnio 2 °C w skali rocznej. Średnia roczna temperatura powietrza wynosi 27 °C, a średnie opady 5000 mm. W okresie od listopada do marca często występują huragany. Ponad połowę powierzchni kraju pokrywają lasy równikowe.

## Gospodarka
Gospodarka Samoa jest słabo rozwinięta. Najważniejszymi gałęziami są: rolnictwo (85% produkcji opiera się na rolnictwie), rybołówstwo, leśnictwo i turystyka. Uprawia się głównie: kukurydzę, ryż, jams, bataty, taro, orzechy kokosowe (kopra), kakao, kava, kauczuk. Jednym z ważniejszych źródeł dochodu narodowego są przekazy pieniężne od emigrantów oraz dotacje z Japonii, Australii, Nowej Zelandii, Unii Europejskiej.

## Transport
7 września 2009 roku w Samoa nastąpiła zmiana kierunku w ruchu drogowym z prawostronnego na lewostronny. Powodem zmiany jest wprowadzenie takiego samego kierunku ruchu, jak w innych krajach w Oceanii, co ma przynieść obniżenie kosztów sprowadzania samochodów. Do tej pory samochody sprowadzano z USA.

## Religia
Struktura religijna kraju w 2010 roku według Pew Research Center:
- Protestantyzm: 63,6% (gł. kongregacjonaliści, zielonoświątkowcy i metodyści)  Osobny artykuł: Protestantyzm na Samoa.
- Katolicyzm: 19,6%  Osobny artykuł: Archidiecezja Samoa-Apia.
- Inni chrześcijanie: 14,1% (gł. mormoni)  Osobny artykuł: Świadkowie Jehowy w Samoa.
- Brak religii: 2,5%.